# Ceratocanthus monrosi
Ceratocanthus monrosi är en skalbaggsart som beskrevs av Martinez och Guido Pereira 1959. Ceratocanthus monrosi ingår i släktet Ceratocanthus och familjen Hybosoridae. Inga underarter finns listade i Catalogue of Life.